# Evangelická škola Emaus

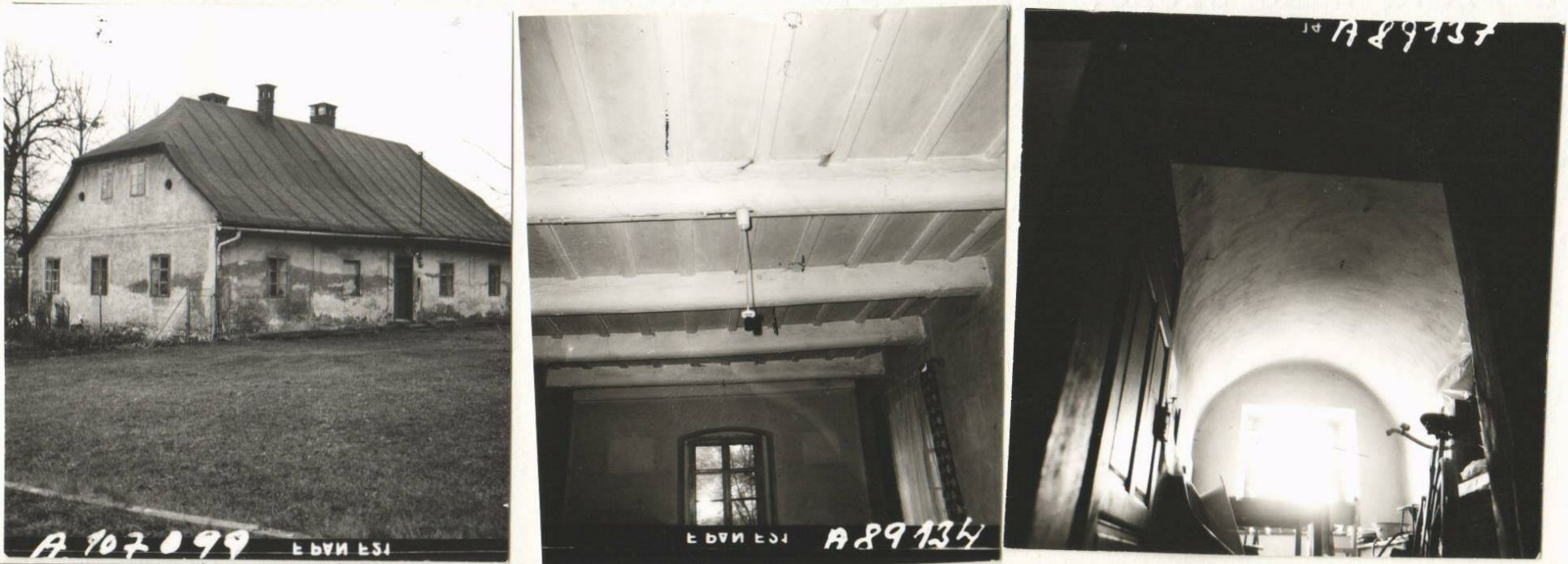
Evangelická škola Emaus, původní stav (asi 1990)

Bývalá evangelická škola Emaus je historická budova školy v Návsí v Moravskoslezském kraji. Jedná se o zděný klasicistní venkovský dům z 18. století, stojící v centru obce poblíž evangelického kostela, objekt je v původní dispozicí s dochovanými trámovými záklopovými stropy.  V roce 1995 byl dům historicky zrenovován a slouží pro účely Farního sboru Slezské církve evangelické augsburského vyznání v Návsí. Budova je chráněna jako kulturní památka České republiky.

## Historie
Počátky evangelické školy v Návsí jsou spojeny s vydáním Tolerančního patentu Josefem II. v roce 1781, podle kterého si evangelíci směli stavět kostely, zakládat vlastní školy a jmenovat učitele. Dříve musely děti evangelíků buď navštěvovat katolické školy, nebo školu nenavštěvovaly vůbec.
V roce 1784 byla založena evangelická škola ještě před stavbou budoucího kostela, výuka zpočátku probíhala v dřevěné budově. Prvním učitelem jmenovaným do Návsí byl Andrzej Kaleta, který tuto funkci zastával až do roku 1836, jeho nástupci pak byli Jan Kuczera, Jan Hojdysz a Jan Rakus. V roce 1791 se majitel dřevěné budovy Adam Sikora vzdal části svého pozemku pro církevní a školní účely, díky čemuž byla v roce 1808 postavena nová zděná budova. V dobách největšího rozkvětu škola vzdělávala 100-160 dětí.
Na základě rakouského vládního nařízení ze 14. května 1869, které naléhalo na zřízení veřejných a státních škol v celém regionu, předala církev  20. listopadu 1869, dříve soukromou církevní školu obci Návsí. Od roku 1870 to byla škola veřejná, určena všem dětem bez ohledu na náboženské vyznání. Až v roce 1886 byla postavena nová školní budova v Návsí.
Po přestěhování do nové školy v roce 1886, budova Emauz sloužila jiným účelům. Nejprve to bylo ubytování pro vdovu po pastoru Janu Winklerovi, byla zde komora pro kněze a nějakou dobu zde byla umístěna i pošta. Budova sloužila také jako dům pro správce kostela a místo, kde mnozí evangelíci přicházející až ze vzdálené obce Jistebná (v Polsku) nacházeli odpočinek po několikahodinové cestě na bohoslužby. 